# ديجان كوربوس
ديجان كوربوس (بالسلوفينية: Dejan Kurbus)‏ (16 يناير 1993 بسلوفينيا - ) هو لاعب كرة قدم سلوفيني في مركز الدفاع. لعب مع نادي سمورة ونادي سيستاو ريفر وND Mura 05 ‏ وNK Zavrč ‏.

## روابط خارجية
- ديجان كوربوس على موقع قاعدة بيانات كرة القدم.إي يو (الإنجليزية)
- ديجان كوربوس على موقع Soccerway.com (الإنجليزية)